# Петер фон Кроненберг
Петер фон Кроненберг (на немски: Peter zu Cronenberg, Herr zu Kronenburg, Neuerburg und Wiltz; † между 19 ноември 1413 и 27 март 1414 или сл. 1418) от род Долендорф-Кроненберг, е рицар, господар на замък Кроненбург (днес в Далем, Айфел), Нойербург и Вилц. Фамилията фон Кроненберг/Кроненбург е от 1327 г. линия на фамилията на господарите фон Долендорф от Бланкенхайм в Северен Рейн-Вестфалия.

## Произход
Той е син на Фридрих II фон Кроненберг († 1357) и първата му съпруга Ирмгарт († 1332). Баща му се жени втори път пр. 27 октомври 1332 г. за Аниета де Хой († сл. 1360). Внук е на Фридрих I фон Долендорф, господар на Кроненбург, Нойенбург и Гладбах († 1342) и Матилда (Мехтилд) фон Вианден († сл. 1339). Брат е на Фридрих III фон Кроненберг-Нойербург († юни 1360), женен за Йохана фон дер Шлайден († сл. 1357), дъщеря на Конрад III фон дер Шлайден († 1345) и първата му съпруга Йохана фон Вилденберг († 1339).
Петер фон Кроненбург умира без мъжки наследник през 1414 г. и Кроненбург става господство на графството Бланкенхайм-Мандершайид.

## Фамилия
Първи брак: пр. 18 декември 1357 г. с Агнес фон дер Шлайден († пр. 1364), дъщеря на Конрад III фон дер Шлайден († 1345) и втората му съпруга Йохана фон Райфершайд († сл. 1344). Те нямат деца.
Втори брак: през септември или октомври 1363 г. (папска лицензия 13 април 1364 г.) с Мехтилд (Маргарета) фон Шьонфорст († 1389), дъщеря на Райнхард (Райнер) I фон Шьонфорст-Валкенбург, Моншау († 1375) и Катарина фон Вилденбург († 1368), дъщеря на Филип IV фон Вилденберг († 1328/1329). Те имат една дъщеря:
- Мехтилд фон Кроненберг († 1410), омъжена 1391 г. за Герхард фон Болхен-Узелдинген († сл. 18 септември 1416), син на Йохан фон Болхен, Волмеринген, Узелдинген († сл. 1377) и Ермезинда фон Бланкенхайм († 1396). Те имат една дъщеря:
  - Ирмгард фон Болхен († сл. 1433), омъжена 1410 г. за Йохан III фон Родемахерн († 1 октомври 1439), господар на Родемахерн, Кроненбург и Нойербург. Тяхната дъщеря:
    - Франциска фон Родемахерн (* ок. 1445; † 27 февруари 1483) е наследничка на Кроненбург и Нойербург, омъжена на 20 юли 1446 г. за граф Вилхелм фон Вирнебург († 1468/1469)

Трети брак: на 1 юни 1389 г. с Хедвиг фон Мьорс († сл. 1410), дъщеря на граф Дитрих V фон Мьорс († 1365) и Елизабет фон Баер († сл. 1372). Те нямат деца.